# Lapatinib
Lapatinib (INN), được sử dụng dưới dạng lapatinib ditosylate (USAN) (tên thương mại làTykerb và Tyverb) là thuốc uống sử dụng cho ung thư vú và các u rắn khác. Thuốc ức chế kép tyrosine kinase làm gián đoạn con đường HER2/neu và thụ thể yếu tố phát triển biểu bì (EGFR). Nó được sử dụng trong điều trị đa mô thức cho bệnh nhân ung thư vú có HER2-dương tính. It is used in combination therapy for HER2-positive breast cancer. It is used for the treatment of patients with advanced or metastatic breast cancer whose tumors overexpress HER2 (ErbB2).

## Cơ chế hoạt động

### Hóa sinh
Lapatinib ức chế hoạt động của tyrosine kinaseliên quan với oncogenes, EGFR và HER2/neu (human EGFR type 2). Biểu hiện quá mức HER2/neu có thể liên quan với nguy cơ ung thư vú cao ở phụ nữ.
Giống như sorafenib, lapatinib là một chất ức chế protein kinase làm giảm sự phát triển của các tế bào khối u.
Lapatinib ức chế quá trình nhận tín hiệu của thụ thể bằng cách gắn với vùng gắn ATPcủa domain EGFR/HER2 protein kinase, ngăn quá trình tự phosphoryl hóa và sự hoạt hóa cơ chế truyền tin sau đó.

### Ứng dụng lâm sàng

#### Ung thư vú
Lapatinib được sử dụng cho bệnh nhân ung thư vú mới điều trị, các bệnh nhân có  ER+/EGFR+/HER2+ và ở bệnh nhân cso HER2- dương tính đã tiến triển với các phương pháp điều trị trước đó bằng hóa trị liệu như anthracycline, taxane, hoặc trastuzumab (Herceptin).

## Tác dụng không mong muốn
Giống như những chất ức chế phân tử nhỏ khác, lapatinib được hấp thu khá tốt. Tác dụng không mong muốn phổ biến nhất bao gồm: tiêu chảy, mệt mỏi, buồn nôn và phát ban. Chú ý là hiệu quả điều trị của thuốc lại tỷ lệ thuận với mức độ phát ban. Tăng men gan cũng được báo cáo trong một số nghiên cứu. QT kéo dài xuất hiện ở một sso trường hợp sử dụng lapatinib ditosylate nhưng không có xoắn đỉnh. Thận trọng với những bệnh nhân hạ kali máu, hạ magnesi máu, hội chứng QT dài bẩm sinh, hoặc kết hợp với thuốc có tác dụng kéo dài QT. Kết hợp với capecitabine gặp 2% trường hợp giảm chức năng tâm thu thất trái.